# Cañadón Ferrays
Cañadón Ferrays (también escrito como Cañadón Ferraris) es una localidad argentina del departamento Escalante, Provincia del Chubut. Se ubica en las coordenadas 45°39′00″S 67°37′19″O / -45.65000, -67.62194, sobre la Ruta Nacional 3 a unos 20 km al norte del Acceso a Comodoro Rivadavia.

## Características generales
El caserío se ubica en un pequeño canadón a 432 m s. n. m., donde se practica la agricultura. En los alrededores existen yacimientos petroleros. En invierno, las condiciones climáticas son adversas y se producen fuertes nevadas que complican el tránsito en el lugar.
En la Ruta 3, en las cercanías del sitio, suelen ocurrir frecuentemente accidentes viales trágicos debido a la abrupta pendiente, la velocidad que el viento es capaz de desarrollar en el cañadón y la altura del lugar sobre el nivel del mar que favorece el congelamiento y la nieve; lo que obliga al corte del tránsito a esta altura. Además de todo esto se destaca por ser un tramo exiguamente transitado del ruta.
Ante la intensidad de accidentes se propuso por parte de la gente que se instale en esta localidad un puesto de rescate en 2009.